# Bundesverband Interaktive Unterhaltungssoftware
Der Bundesverband Interaktive Unterhaltungssoftware (BIU) e. V. war von 2005 bis 2018 mit Sitz in Berlin der Verband der Hersteller und Publisher von Computerspielen in Deutschland und der Anbieter des Branchen-Netzwerks BIU.Dev und BIU.Net. Insgesamt waren bis zu 29 Mitglieder im BIU organisiert, die über 85 Prozent des deutschen Computer- und Videospielmarkts repräsentierten. Die Mitglieder des BIU waren zu 100 Prozent Entwickler und Anbieter digitaler Spiele. Sie standen für knapp 50 Prozent der Arbeitsplätze in der deutschen Games-Branche. Über die Hälfte der BIU-Mitglieder entwickelte selbst am Standort Deutschland. Der BIU fungierte im Sinne seiner Mitglieder unter anderem als politische Interessensvertretung und als Ansprechpartner für Medien oder gesellschaftliche Institutionen.

## Ziele und Geschichte
Der BIU wurde nach der Auflösung des Verbandes der Unterhaltungssoftware Deutschland (VUD) am 7. April 2005 in Frankfurt gegründet. Als grundlegende Ziele nannte der BIU die Kommunikation über Computer- und Videospiele mit der Öffentlichkeit, die Maßnahmenentwicklung zur Förderung von Medienkompetenz sowie des Kinder- und Jugendschutzes und den Kampf gegen Softwarepiraterie. Außerdem sollten Institutionen im Kampf gegen Softwarepiraterie, wie die Gesellschaft zur Verfolgung von Urheberrechtsverletzungen (GVU) oder die Business Software Alliance (BSA), aktiv unterstützt werden.
Der BIU war von seiner Gründung 2005 bis 2008 Träger der Games Convention in Leipzig, von 2009 an war er Mitveranstalter und ideeller Träger der von der Koelnmesse ausgerichteten gamescom. Zwischen 2009 und 2018 unterstützte der BIU zusammen mit dem GAME Bundesverband der deutschen Games-Branche den vom Deutschen Bundestag ausgelobten Deutschen Computerspielpreis. Der BIU und die anderen Spieleverbänden trugen hierfür die Hälfte der Preisgelder bei. Der BIU war außerdem Gesellschafter der Unterhaltungssoftware Selbstkontrolle (USK).
2017 forderte der BIU staatliche Unterstützung, um die gestiegenen Entwicklungskosten im internationalen Wettbewerb zu kompensiere.
Eine 2013 geplante Fusion mit dem Entwicklerverband GAME wurde Anfang 2014 abgesagt, da sich beide Seiten nicht über die künftige Struktur einigen konnten.
Am 29. Januar 2018 haben sich die beiden bisherigen Branchen-Verbände Bundesverband Interaktive Unterhaltungssoftware und GAME – Bundesverband der deutschen Games-Branche zu einem Verband zusammengeschlossen. Unter dem Namen game – Verband der deutschen Games-Branche vertritt seitdem ein gemeinsamer Verband die Interessen der deutschen Games-Branche.

## Branchen-Netzwerk BIU.Dev und BIU.Net
Mit seinem deutschlandweiten Branchen-Netzwerk BIU.Dev und BIU.Net bot der BIU eine Mitwirkungs- und Mitgestaltungsplattform an, der den Entwicklerstandort Deutschland stärken sollte. Das Netzwerk sollte dabei vorhandene Initiativen verstärken und sinnvoll bündeln, so dass Deutschlands internationale Wettbewerbsfähigkeit gesteigert werden sollte und Produktionsbudgets aller Größenordnungen in Deutschland und in deutsche Entwickler-Teams investiert werden.
Die Netzwerkplattform BIU.Dev richtete sich an Spieleentwickler, während BIU.Net für alle weiteren Akteure der Games-Branche stand, insbesondere Wissenschaftler und Hochschulen, Dienstleister, Agenturen, Freelancer und Kapitalgeber. Im Juli 2017 gehörten über 140 Mitglieder dem BIU.Dev und BIU.Net an.

## Mitglieder und Vorstand
Im Oktober 2017 gehörten 29 Mitglieder dem BIU an:
- Activision Blizzard
- Black Forest Games[12]
- Capcom
- Crytek
- Electronic Arts
- European Games Group
- Gameforge
- Gamigo
- InnoGames
- Kalypso Media
- Koch Media
- Konami
- Limbic Entertainment
- Microsoft
- Namco Bandai
- Nintendo
- Six Foot Europe
- Sony
- Square Enix
- Take 2 Interactive
- Tencent
- Travian Games
- Ubisoft
- Upjers
- Wargaming.net
- Warner Bros. Interactive Entertainment
- Wooga
- Yager
- ZeniMax Media

Der dreiköpfige Vorstand setzte sich wie folgt zusammen (Stand: Juni 2016):
- Tobias Haar, Mitglied der Geschäftsleitung der Gameforge-Gruppe
- Ralf Wirsing, Managing Director der Ubisoft GmbH
- Michael Zillmer, Mitbegründer und Chief Operating Officer der InnoGames GmbH

Geschäftsführer:
- Olaf Wolters, Medienanwalt (bis 30. September 2011)
- Maximilian Schenk (vom 1. Dezember 2011 bis zum 15. Januar 2017)
- Felix Falk (seit 1. Januar 2017)

## Weitere Verbände im Bereich Video- und Computerspiele
- GAME Bundesverband der deutschen Games-Branche: Verband der Entwickler von Computerspielen
- Verband für Deutschlands Video- und Computerspieler: Computerspieler-Verbraucherverband